# Tettamanti Béla (grafikus)
Tettamanti Béla (Bánhida, 1946. december 10. – 2020. április 16.) Munkácsy Mihály-díjas magyar grafikus, képzőművész. A Koksz képzőművészeti műhely alapító tagja, elnöke.

## Életpályája
Szülei: Tettamanti Tibor és Kintzly Ágnes. Az 1970-es évek elejétől (1971) publikál és állít ki szatirikus rajzokat. 1981-től rendszeresen készít könyvillusztrációkat, könyvborítókat és meserajzokat. 1982-1990 között az Új Tükör grafikusa és illusztrátor szerkesztője volt. 1990-ben az I. budapesti nemzetközi karikatúrafesztivál rendezője volt. 1990-1991 között a Pesti Hírlap grafikusaként dolgozott. 1991-1992 között az Európa című hírmagazin illusztrátor-szerkesztője volt. Mestere Réber László volt.

## Kiállításai

### Egyéni
- 1978 Budapest, Varsó, Berlin
- 1979, 2006 Pécs
- 1981, 1986, 1993 Budapest
- 1982 Siófok
- 1985 Komárom
- 1995 Sárvár

### Csoportos

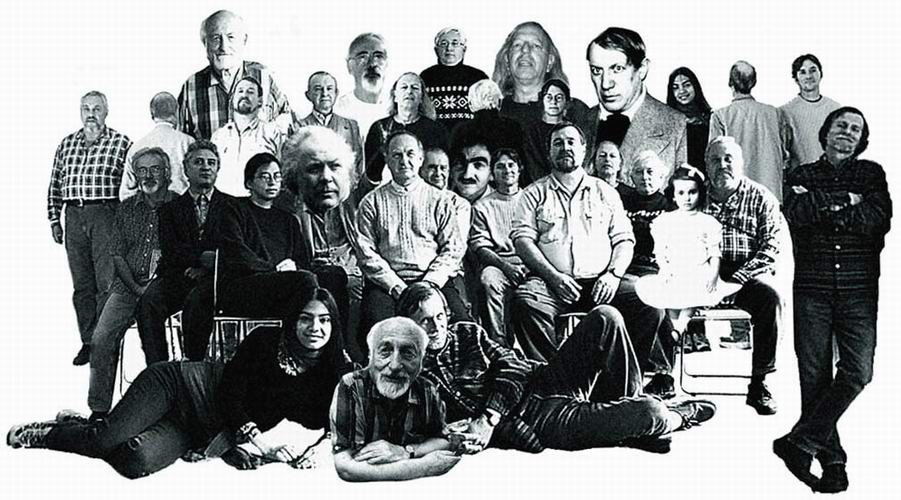
A Koksz-műhely, Tettamanti Béla a kép jobb szélén

- 1971 Budapest
- 1974 Kőszeg
- 1986 Párizs

## Díjai, elismerései
- Országos Karikatúrabiennálé díja (1983, 1985, 1987)
- A Szép Magyar Könyv pályázatain illusztrátori díj (1985, 1986, 1989)
- Brenner György-díj (1997)
- Millenniumi szakmai díj (1999)
- World Press Cartoon 2. díj (2005)
- Erzsébetváros díszpolgára (2022) - posztumusz[5]